# Charles Eugène Bertrand
Charles Eugène Bertrand ( 2 de enero de 1851 , París - 18 de agosto de 1917, ibíd.) fue un paleobotánico francés.
Realizó sus estudios supervisado por el botánico Joseph Decaisne (1807-1882) y del agrónomo Pierre-Paul Dehérain (1830-1902), ambos del Muséum national d'histoire naturelle. Sería doctor en ciencias en París, en 1874, con la tesis titulada: Anatomie comparée des tiges et des feuilles chez les gnétacies et chez les conifères. Obtuvo el cargo de profesor de botánica en la Universidad de Lille en 1878.
Dirigió los Archives botaniques du nord de la France desde 1881 a 1887.

## Honores
Bertrand recibió el premio Kuhlmann de la Sociedad de Ciencias, Agricultura, y Artes de Lille en 1883, y luego en 1875, el premio Boidin.
Se interesó particularmente en la formación de rocas carbonadas. Su hijo fue el paleobotánico Paul Bertrand (1879-1944)

## Algunas publicaciones
- Théorie du faisceau. N.º 2-4 de Extrait du Bulletin scientifique du département du Nord: 3 année 1880 (Imprenta Doin, 60 pp. 1880)
- Traité de botanique à l'usage des aspirants au grade de licencié ès sciences naturelles et au grade d'agrégé des lycées pour les sciences naturelles (imprenta de L. Danel, Lille, 1881), tirada de Archives botaniques du nord de la France. Reimpreso por Kessinger Pub Co, 2010, 394 pp. ISBN 1160794391
- Recherches sur les tmésiptéridées (imprenta de L. Danel, Lille, 1883)
- Remarques sur le ″lepipodendron Hartcourtii″ de Witham (Travaux et mémoires des facultés de Lille, 1891)
- Boghead (1892)
- Julien Vesque: notice nécrologique (Ed. G. Masson, 44 pp. 1895)
- Nouvelle remarques sur le keroses shale de la Nouvelle-Galles du Sud (Ed. Société d'Histoire Naturelle d'Autun. 100 pp. 1896)
- Les charbons humiques et les charbons de purins (Travaux et mémoires des facultés de Lille, 1898)
- Souvenirs de 1870 (Imprenta Baillière, 219 pp. 1900)
- Charbons gelosiques et charbons humiques (1901)
- Étude sur quelques caractéristiques de la structure des filicinées actuelles (Travaux et mémoires des facultés de Lille, 1902)
- Les coprolithes de Bernissart (Imprenta Polleunis & Ceuterick, Bruselas, 1903)

## Fuente
- Allen G. Debus (dir.) 1968. World Who’s Who in Science. A Biographical Dictionary of Notable Scientists from Antiquity to the Present. Marquis-Who’s Who (Chicago) : xvi + 1855 pp.

- La abreviatura «C.E.Bertrand» se emplea para indicar a Charles Eugène Bertrand como autoridad en la descripción y clasificación científica de los vegetales.[1]